# Viskadalen
Viskadalen är Viskans dalgång från Borås till Derome, där ån viker av mot sitt utlopp i Kattegatt norr om Åskloster. Denna bygd har präglats av de vävnadsindustrier som byggts upp längs ån, till en början drivna av dess vattenkraft. 
Orter som Rydboholm, Viskafors, Rydal, Kinna, Skene, Björketorp, Horred med flera är sprungna ur den företagaranda som först tog sig uttryck i det som kallats förlagssystem eller förläggarverksamhet. Nämnda orter ingår i Borås och Marks kommuner. 
I Rydal, vid den tidigare sträckningen av Riksväg 41 mellan Kinna och Borås, finns i genuin miljö ett museum som skildrar vävnadsepoken och textilarbetarnas miljö och vardag. 
'Viskadalen' är också i dagligt tal namnet på Viskadalens Folkhögskola i Seglora.
Det ingår även i några idrottsklubbars namn, exempelvis Viskadalens Ridklubb.
Geologin, genom viskans dalsänka, består av gammal sjöbotten med ett bördigt jordlager, men under jorden finns stora mängder grålera som gör området svårdränerat, speciellt i kombination med vatten som kommer från viskadalens bergssidor. Grundvattnet lägger sig uppe på leran och kan nå så högt som 30 cm under marknivån, vilket gör åkermarken blöt och svårplöjd. Husen i området har ofta stora problem med högt stående grundvatten, vilket fått speciella lösningar för att bli av med vattnet, bl.a. genom pumpning.